# Мария Борисовна
Мари́я Бори́совна (1442, Тверь (?) —22 апреля 1467, Москва) — дочь князя Бориса Александровича Тверского, первая супруга великого князя Московского Ивана III.
Была обручена с Иваном III в детском возрасте в 1447 году, когда его отец Василий Тёмный нашёл помощь и приют в Твери во время междоусобного противостояния. Позднее, 4 июня 1452 года Мария и Иван были повенчаны. От брака с Иваном III 15 февраля 1458 года у неё родился единственный сын — Иван Молодой и, возможно, дочь, в постриге получившая имя Александры.
Умерла 22 апреля 1467 года предположительно от отравления ядом. Великая княгиня была похоронена в Кремле, в Вознесенском женском монастыре.

## Биография

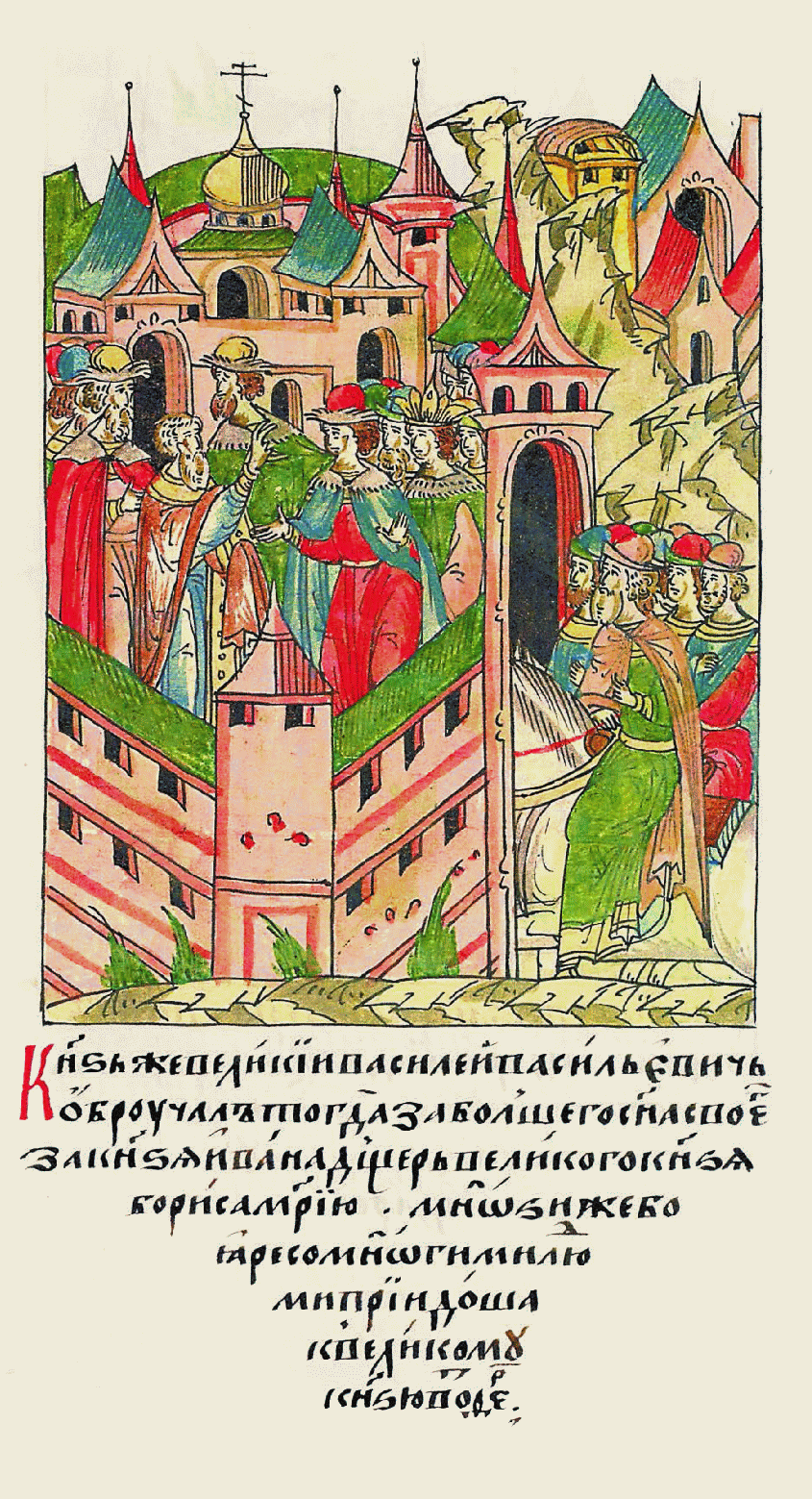
Обручение

Обручение 7-летнего «князя Ивана Горбатого, тако же бо зва его отец» с 5-летней дочерью тверского князя Марией состоялось во время пребывания отца жениха Василия II в Твери. Тверич инок Фома, составивший около 1453 года «Похвальное слово» тверскому князю, отмечает торжественную обстановку, в которой совершилось обручение, и его значение для обеих сторон: «И был на обручение том боголюбивый епископ Тферскый Илиа и вси князи и велможии и елико их под областию великого князя Бориса и з другиа страны сам князь великий Василей, а с ним князей и боар множество, таковей бо тесноте сущи, но якож ни граду их не вместити. И быс радос велиа, но якож и преди рекохом обратил бог плач на радость и москвичиж радовашес, яко учинис Москва Тферь, а тферичи радовашеся, якож Тьферь Москва быс и два государя воедино совокупишася».
Собственно брак был заключён 4 июля 1452 года в Спасском соборе Московского Кремля, когда ему было 12, а ей 10 лет.
Причины союза были, безусловно, политические. Борис закреплял союз с Москвой, Василий увеличивал шансы на возврат великокняжеского престола.
Отец дал за Марией богатое приданое, «саженье» жемчужное, которое послужило впоследствии поводом к политическому скандалу.
Когда уже после смерти Марии, в 1484 г. Иван III хотел одарить этим «саженьем» жену их сына Ивана Молодого, свою невестку Елену Волошанку (родившую ему внука Дмитрия, то оказалось, что его вторая жена София «римлянка» многое «порастеряла».
Разгневанный великий князь не постеснялся отнять подаренное Софией у её племянницы Марии, бывшей замужем за князем Василием Верейским, что послужило к бегству последнего в Литву и к ликвидации его удела).
В 1458 году, когда Марии было 16 лет, у неё родился единственный сын, «а наречен бысть именем Иван». В 1461 году умер её отец князь тверской Борис Александрович, а в 1462 году — свекор Василий Васильевич Темный: в Твери княжеский престол занял её 8-летний брат Михаил Борисович, а в Москве великим князем становится её 22-летний муж.
Учитывая, насколько образованным был её отец, вероятно и Мария преуспела в «книжной премудрости», а эстетические вкусы её воспитывались с младенчества. По замечанию летописца, она была «добрая и смиренная».

### Смерть

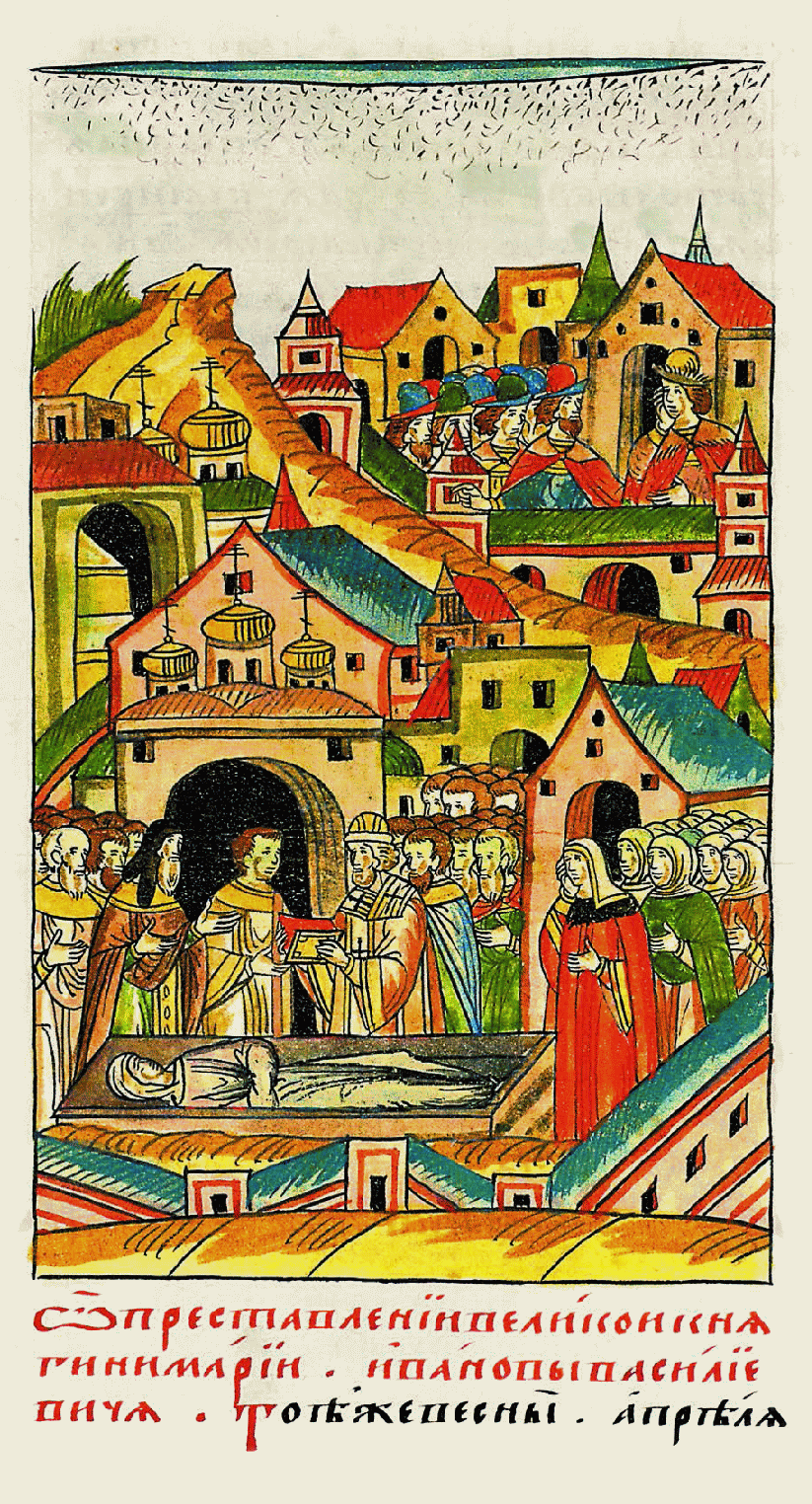
Смерть княгини

Скончалась княгиня Мария внезапно, двадцати пяти лет от роду, 22 апреля 1467 года, и была погребена 24 апреля в отсутствие великого князя: «Митрополит же Филип пев над нею обычные песни и положив ю в монастыри во церкви святаго Възнесения, ту сушу над нею бывшу свекрове ея великой княгини Марии, князю же великому Ивану тогда бывшу на Коломне». Возникло подозрение, что умерла она «от смертного зелия; занеже познах потому: покров на ней положиша, ино много свисло его, потом же то тело разошлося, ино тот покров много и недостал на тело».
Подозрение пало на жену княжеского дьяка Алексея Полуектова Наталию, служившую у княгини: «…иже… посылала пояс (княгинин)… к бабе» (то есть к ворожее). Дьяк подвергся опале и в течение шести лет не смел показываться на глаза разгневанному князю.
"Поспешность погребения, отсутствие при этом великого князя, которому, по-видимому, не торопились сообщить о случившемся, как будто бы подтверждают слова летописца о насильственной смерти Марии. Однако трудно представить, кому была нужна смерть «доброй и смиренной» княгини. Едва ли здесь действовала группа, прочащая великому князю другую невесту. Как известно, Иван III женился второй раз только через шесть лет, в 1473 году, и жену взял из-за моря, «царьгородскую царевну» Софию. Если Мария действительно была отравлена, то это могло быть, думается, только результатом какой-то ссоры между женщинами великокняжеской семьи, а инцидент с поясом подсказан огорченному супругу, чтобы скрыть истинных виновников. Поводом для раздора могли послужить воспоминания старой княгини Марии Ярославны об унизительных для московского великокняжеского дома обстоятельствах женитьбы Ивана. Примечательно, что если тверской летописец, рассказывая об обручении Марии, замечает: «…а сами её сватали», то в некоторых московских источниках это событие расценивается как навязанное Москве тверским князем и безвыходными обстоятельствами: «Князь же Борис Александрович рече великому князю: „жени у меня сына своего Ивана, а не женишь, и яз тебя выдам опять князю Дмитрею“. Он же неволею обруча дщерь Марию за сына своего за князя Ивана». Тверичанка могла вызвать раздражение свекрови, замолвив слово в защиту своего юного брата Михаила, ставшего послушным вассалом Москвы, напоминанием о былой славе своего родного княжества, об услуге, оказанной её отцом московскому престолу. Так или иначе, но летописец не преминул отметить, что во время погребения княгини при ней была свекровь, которая незамедлительно после этого события (как бы замаливая грех причастия к нему) начинает перестраивать и украшать Вознесенский монастырь в Кремле".

## Наследие

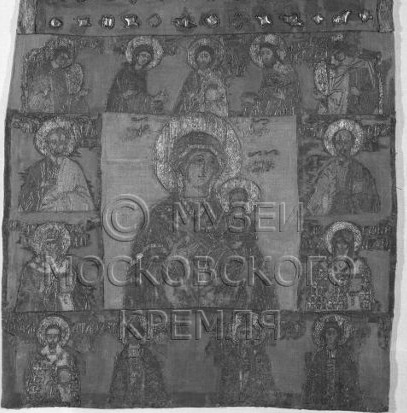

В Государственных музеях Московского Кремля хранится пелена, которую можно связать с княгиней. На среднике пелены по палевой камке вышито изображение Богоматери Одигитрии (точнее Смоленская икона), на широких каймах синей камки — изображение тринадцати поясных фигур. Поверху вышит поясной деисусный чин. В центре — Спас с закрытым Евангелием в руке, по сторонам в трёхчетвертном повороте с молитвенно простертыми к нему руками — Богоматерь, Иоанн Предтеча, архангелы Михаил и Гавриил. Каноническую часть Деисуса завершают прямоличные поясные фигуры апостолов Петра и Павла на левой и правой каймах. Ниже их на тех же каймах симметрично расположены такие же фигуры митрополитов Петра и Алексея. На нижней кайме изображены сдвоенные поясные прямоличные фигуры. Слева — Иоанн Златоуст и князь Борис, справа — князья Владимир и Глеб. За Деисусом помещены покровители Москвы и московского великокняжеского дома московские митрополиты Петр и Алексей.
Существует предположение, что эта пелена вышла из мастерских Марии Борисовны, о чём свидетельствует, в частности, выбор персонажей. Иоанн Златоуст — патрональный её мужу, святой князь Борис — её отцу; а наличие московских митрополитов говорит о принадлежности изделия к московскому княжескому дому. Отсутствие покровителя свекра — Василия II, на пелене датирует последнюю временем после 1462 года, когда умер Василий Васильевич. Крайней датой исполнения пелены следует считать 1467 год — год смерти Марии Борисовны..